# Guillermo García (beisbolista)
Guillermo Antonio García Morel (nacido el 4 de abril de 1972 en Santiago) es un ex receptor dominicano que jugó en las Grandes Ligas de Béisbol durante dos temporadas para los Rojos de Cincinnati y los Marlins de la Florida. También ha jugado en la Liga Mexicana para los Tigres de Quintana Roo llegando a ganar como Jugador Más Valioso.
García fue firmado originalmente por el scout Eddy Toledo para los Mets de Nueva York como amateur el 20 de noviembre de 1989, pasando alrededor de cinco años en su sistema de ligas menores. Fue liberado por los Mets el 20 de octubre de 1994 y firmó con los Rojos como agente libre el 7 de noviembre del mismo año. Duró cerca de cuatro años con los Rojos antes de ser canjeado a los Marlins el 2 de diciembre de 1998 por el lanzador cubano Manuel Barrios. Los Rojos volvieron a adquirir su contrato en 1999, pero no hizo el equipo y fue liberado meses más tarde.
En la Liga Dominicana hizo su debut en la temporada 1993-94 para el equipo Águilas Cibaeñas, siendo una pieza clave en la ofensiva. Se retiró del béisbol profesional a finales de 2004 sin dar razones contundentes.

## Familia
Guillermo es hijo de Rafael Antonio García Cruz y Gloria María Brunilda Morel y tiene cinco hermanos. Está casado con Gretchel Enit, con quien ha procreado a Giselle Enit, y a Guillermo Antonio, Jr.